# 최철환
최철환은 대한민국의 전직 공무원(대통령비서실 민정수석실 법무비서관, 2016~2017)이자 변호사이다. 문재인 대통령의 법조인맥 중 경희대학교 법학과 동문이다.

## 경력
- 1991.10 제33회 사법시험 합격
- 1994.02 서울형사지방법원 판사
- 대법원 재판연구관
- 2008.02 ~ 2009.02 서울중앙지방법원 영장전담판사
- 2009.02 ~ 2010.02 부산지방법원 부장판사
- 2010.02 수원지방법원 부장판사
- 2011.02 김&장 법률사무소 변호사
- 2016.05 ~ 2017.05 대통령비서실 민정수석실 법무비서관